# Radnice v Jaroměři

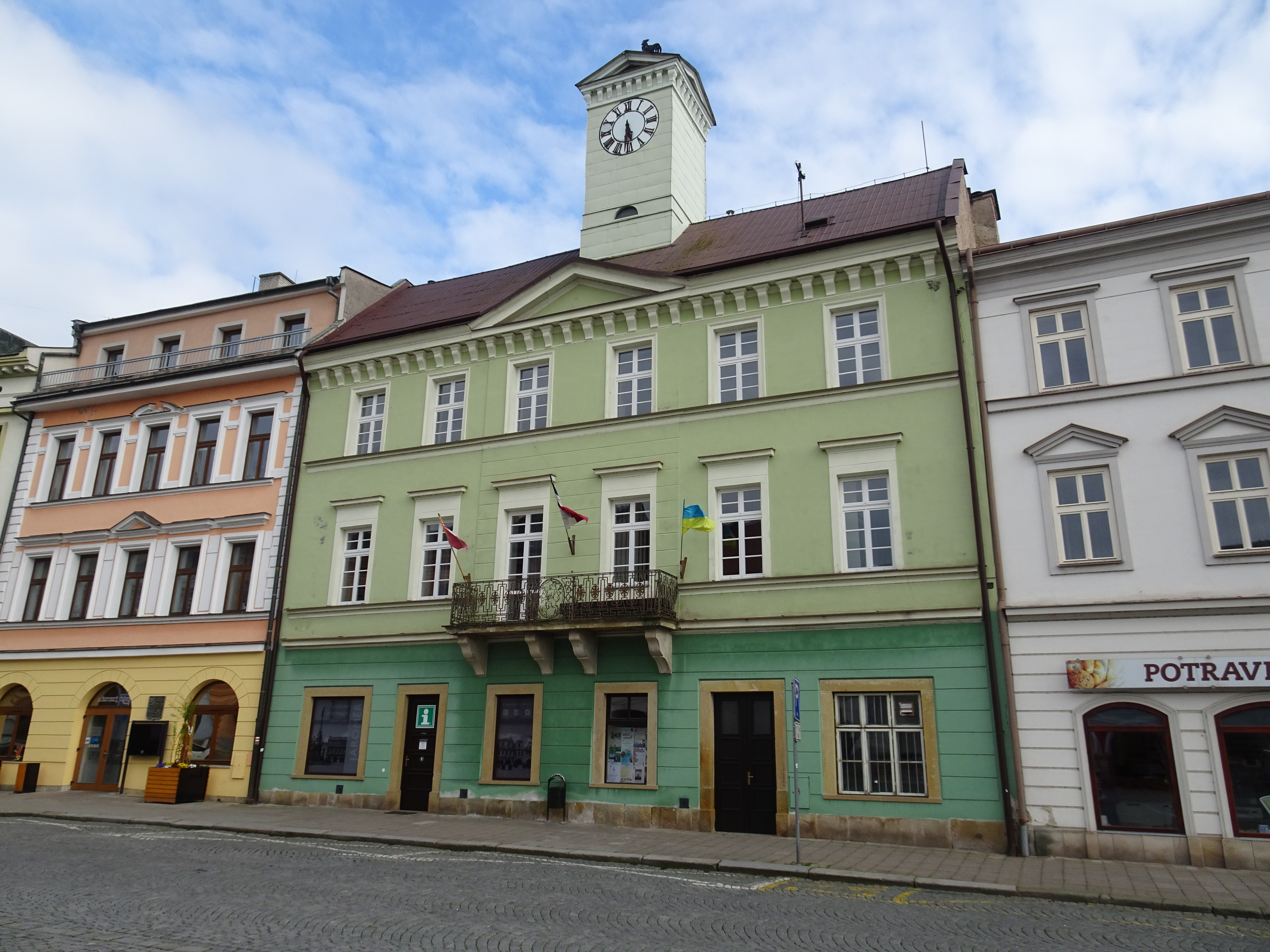
Budova radnice

Radnice v Jaroměři se nachází na zdejším náměstí Československé armády s čp. 16 v okrese Náchod a je od roku 1958 památkově chráněna. 

## Historie
Tzv. Stará radnice v Jaroměři stojí v jižní frontě náměstí. Na tomto místě dříve stávaly dva gotické měšťanské domy, které zabíraly prostor mezi náměstím a středověkým hrazením města. Původně byla radnice stavbou renesanční, po požáru v roce 1670 byla přestavěna barokně. Ve sklepních prostorách dnešní radnice byla původně městská brána vedoucí směrem k Labi.
Klasicistní přestavba budovy je z roku 1851, přičemž se přestavovala pro okresní soud. Stavitel V. Jiráček přistavěl budově druhé patro, současně byly zbořeny štíty a původní věž. K budově jako její součásti byl připojen po levé straně dům s čp. 15  a později i část domu na pravé straně s čp. 17.
Dnes v budově radnice sídlí obecní úřad a Infocentrum města.

## Architektura budovy
Dvoupatrová budova má šestiosé průčelí se sedlovou střechou. Ve střední části 1. patra je balkon na kamenných konzolách, nad středem 2. patra je malý klasicistní štít. Sedlová střecha s hřebenem rovnoběžným s náměstím je zdobena menší čtyřbokou hodinovou věží s jedním ciferníkem na čelní straně směrem do náměstí. Vstupní chodba s valenou klenbou vede na zakrytý radniční dvůr s novodobou pavlačí na všech stranách. Na pravé straně dvora je dvoudílné schodiště do patra.
Hlavní dveře do budovy jsou ve druhé ose zprava. V pravé krajní ose v přízemí je ve zdi kolem stávajícího okna zazděno torzo kamenného portálu.
Místnosti v přízemí radnice jsou zaklenuty valenými a plackovými klenbami s klenebními pásy. Přední část budovy je pravděpodobně renesanční, zadní části jsou mladší a v celé délce jsou uvnitř vidět pozůstatky původní městské hradební zdi. Patrové prostory jsou všechny plochostropé a pro potřeby městského úřadu byly modernizovány.
Historicky nejcennější částí budovy jsou sklepy téměř pod celou budovou. Vstupuje se do nich vlevo od přízemní vstupní chodby jednodílným schodištěm. Zřetelný je ve sklepení pozůstatek původní městské fortny. Ve sklepení je 16 místností různé velikosti. Všechny mají klenuté valené klenby, stavebně se dělí na čtyři rozdílné části. Vpravo od schodiště je ve sklepě patrné schodiště původního domu, po levé straně jsou sklepy vedlejšího původního domu. V době existence fortny byl prostor mezi oběma dnes spojenými budovami a hradbou vyzděn. Existenci zrušené fortny dokládá přízemní prostora zaklenutá na rozdíl od ostatních místností klenebními pásy. Vstupní portál fortny není dnes vzhledem k okenním úpravám zřetelný.

## Památková hodnota
Klasicistní dvoupatrová stavba vzniklá přestavbou renesanční radnice a upravovaná ve 20. století s pozůstatky městského opevnění ve sklepeních a pavlačovým dvorem zastřešeným ve 20. století.